# Метлицкий, Александр Иванович
Алекса́ндр Ива́нович Метли́цкий (бел. Аляксандр Іванавіч Мятліцкі; род. 22 апреля 1964, Минск) — советский и белорусский футболист, полузащитник. Лучший футболист Беларуси 1990 года.

## Биография
Играл в минском «Динамо», югославском «Осиеке», венском «Рапиде», таких австрийских клубах, как ЛАСК, «Форвертс» (Штайр), АСКО. В составе минчан стал лучшим футболистом Беларуси (1990). Футбольную карьеру закончил в возрасте 39 лет. Славился очень мощным ударом с левой ноги.
Выступал за юношескую и молодёжную сборные СССР. Провёл за национальную сборную 9 матчей.
Был спортивным директором шотландского «Харт оф Мидлотиан», агентом. Получил тренерскую лицензию категории «А».

## Достижения
- Лучший футболист Беларуси: 1990